# Barwniak Günthera
Barwniak Günthera (Tylochromis lateralis) – gatunek ryby z rodziny pielęgnicowatych z podrodziny Pseudocrenilabrinae.

## Występowanie
Afryka od ujścia rzeki Saint John w Liberii po Kamerun i rzekę Río Benito oraz rzeki Niger i Benue. 

## Cechy morfologiczne
Osiąga 14,5 cm długości. Głowa równa 36,7–46% długości ciała. W szczękach 2 (rzadziej 3) rzędy zębów, na dolnej kości gardłowej niewielkie zęby. Brak wyrostków filtracyjnych w górnej części pierwszego łuku skrzelowego, w dolnej 10–15 wyrostków. Łuski cykloidalne, w górnej linii bocznej 18–22 łuski, w dolnej 9–12. Wokół podstawy płetwy ogonowej 15–16 łusek. W płetwie grzbietowej 15–17 twardych i 9–12 miękkich promieni, w odbytowej 3–4 twarde i 6–8 miękkich promieni. W płetwach brzusznych 1 twardy i 5 miękkich promieni.
Ogólne ubarwienie brązowawe lub oliwkowe, brzuch jaśniejszy. U samców czerwona plamka w tylnej części oka oraz druga, trójkątna za pokrywami skrzelowymi. Tylny brzeg płetwy grzbietowej i górny brzeg płetwy ogonowej czerwonawe z niebieskimi plamkami. U samicy górny kraniec płetwy grzbietowej i kraniec płetwy ogonowej czarne.

## Warunki w akwarium
| Zalecane warunki w akwarium | Zalecane warunki w akwarium |
| --------------------------- | --------------------------- |
| Zbiornik                    |                             |
| Temperatura wody            | 23–25 °C                    |
| Twardość wody               | 5–19                        |
| Skala pH                    | 6,0–8,0                     |
| pokarm                      |                             |
| Uwagi                       |                             |

## Rozród
U samicy w okresie tarła na brzuchu występuje rozległa, różowa lub fiołkowa plama. Ikra jest inkubowana w pysku samca, wylęgiem opiekują się oboje rodzice.